# Frederic Eugene Ives
Frederic Eugene Ives (Litchfield, 17 de febrero de 1856 - Filadelfia, 27 de mayo de 1937) fue un fotógrafo e inventor estadounidense.

## Biografía
Ives comenzó como aprendiz de impresor en el Litchfield Enquirer y se interesó por la fotografía. A los 18 años trabajó para el laboratorio fotográfico de la Universidad de Cornell. Trabajó primero en el desarrollo de un proceso de copia de color aditivo (la producción de impresiones en color mediante la combinación de imágenes parciales en rojo, verde y azul). Posteriormente, se concentró en el desarrollo de sus propios dispositivos de grabación y visualización. Su sistema de "fotocromoscopio", desarrollado en 1890 y lanzado al mercado en 1895, consistía en una cámara y un proyector y fue la primera aplicación comercial del proceso aditivo.
Ives obtuvo un total de 70 patentes, incluyendo el grabado de fotos en semitono. En 1921 fue elegido para la Academia Estadounidense de las Artes y las Ciencias y en 1922 para la American Philosophical Society.